# Carlos López (Radsportler)
Carlos López Gonzalez (* 17. Januar 1981 in Tenancingo; † 15. Dezember 2018) war ein mexikanischer Radrennfahrer.

## Sportliche Laufbahn
Carlos López wurde 2002 bei der panamerikanischen Meisterschaft Zweiter im Straßenrennen der U23-Klasse. Im Jahr darauf gewann er eine Etappe der Vuelta a las Americas. 2004 war er bei zwei Etappen der Vuelta a Guatemala erfolgreich und wurde in der Gesamtwertung Dritter. In der Saison 2007 wurde López mexikanischer Vizemeister im Straßenrennen und gewann die Gesamtwertung der Vuelta a Guatemala. Im Jahr 2010 wurde er mexikanischer Straßenmeister.
Am 15. Dezember 2018 wurde Carlos López beim Training auf der Bundesstraße 136 von Apizaco nach Huamantla zwischen Teacalco und Tocatlán von einem Van angefahren; er starb an Ort und Stelle. Der Autofahrer war der frühere Bürgermeister der Provinzhauptstadt Tlaxcala Adolfo Escobar, der anschließend festgenommen und angeklagt wurde. Gegen eine Kaution von 200.000 Pesos (rund 8000 Euro) wurde Escobar, gegen den auch schon wegen Korruption ermittelt wurde, auf freien Fuß gesetzt. Bis März 2020 kam es zu keinem Gerichtsverfahren.

## Erfolge
2004
- zwei Etappen Vuelta a Guatemala

2007
- eine Etappe Vuelta a Chihuahua
- Gesamtwertung und eine Etappe Vuelta a Guatemala

2008
- eine Etappe Vuelta Ciclista Chiapas

2010
- Mexikanischer Meister – Straßenrennen

## Teams
- 2008 Canel’s Turbo Mayordomo
- 2009 Canel’s Turbo Mayordomo
- 2012 Canel’s Turbo